# Comisia Femeilor pentru Refugiați

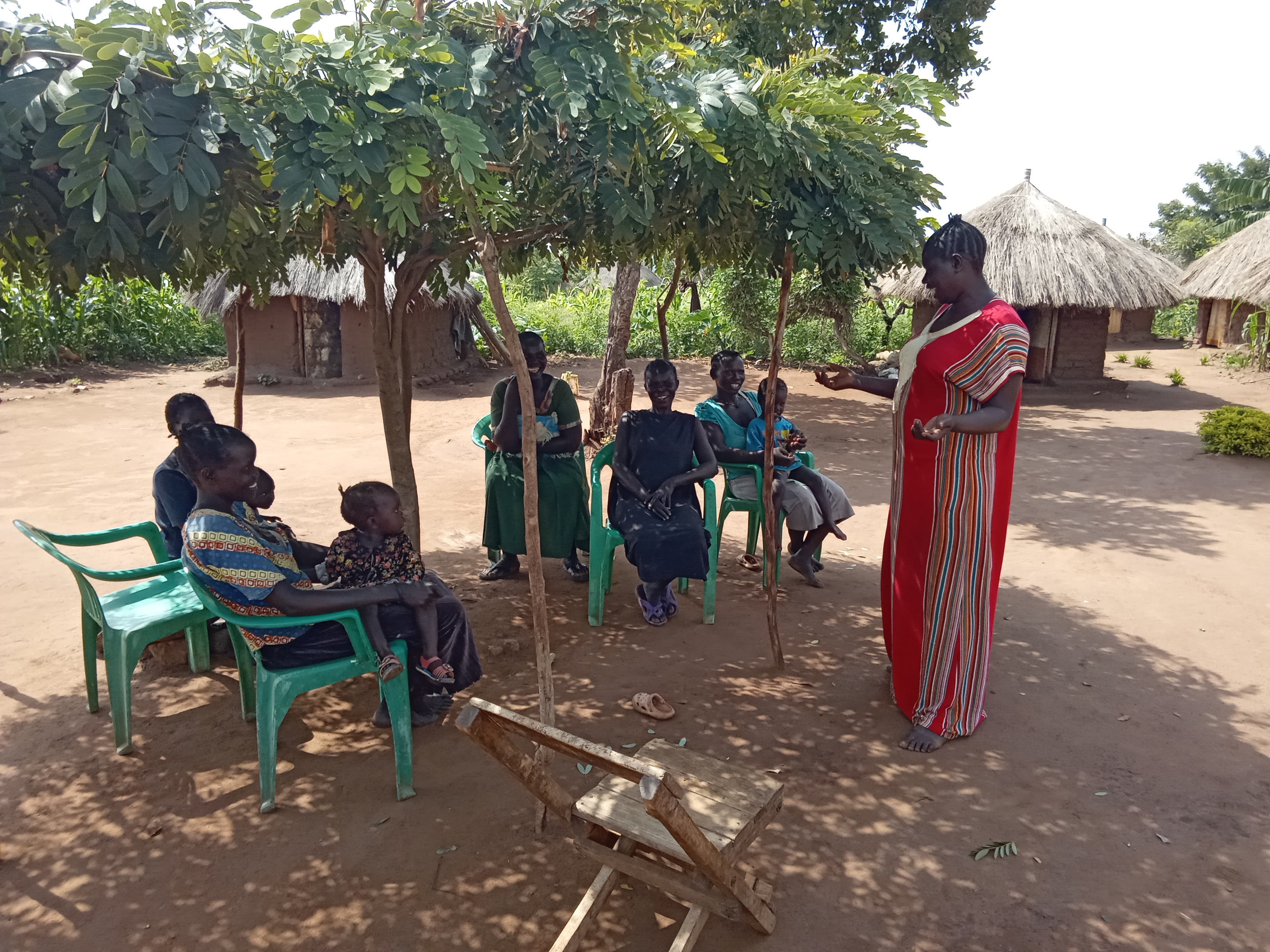
Loc de întâlnire pentru femei într-o tabără de refugiați

Comisia Femeilor pentru Refugiați (în engleză Women's Refugee Commission) este o organizație neguvernamentală 501(c)(3), care își propune să îmbunătățească viața și să protejeze drepturile femeilor, copiilor și tinerilor strămutați din cauza conflictelor sau crizelor. Înființată în 1989 de actrița și regizoarea de film norvegiană Liv Ullmann, împreună cu alte persoane, organizația a făcut parte din Comitetul Internațional de Salvare (IRC) până în 2014.
Organizația își propune să identifice problemele care afectează femeile, copiii și tinerii strămutați, precum aspecte vitale privind îngrijirea sănătății reproducerii, lipsa unor mijloace de trai demne pentru refugiați și, în Statele Unite, tratamentul aplicat persoanelor care solicită azil. Comisia Femeilor pentru Refugiați documentează practici, propune soluții și dezvoltă instrumente pentru a îmbunătăți modul în care este acordată asistența umanitară în taberele de refugiați. Pe Dealul Capitoliului, la Națiunile Unite, precum și alături de organizații umanitare, guverne și donatori, organizația promovează îmbunătățirea politicilor și practicilor privind refugiații.

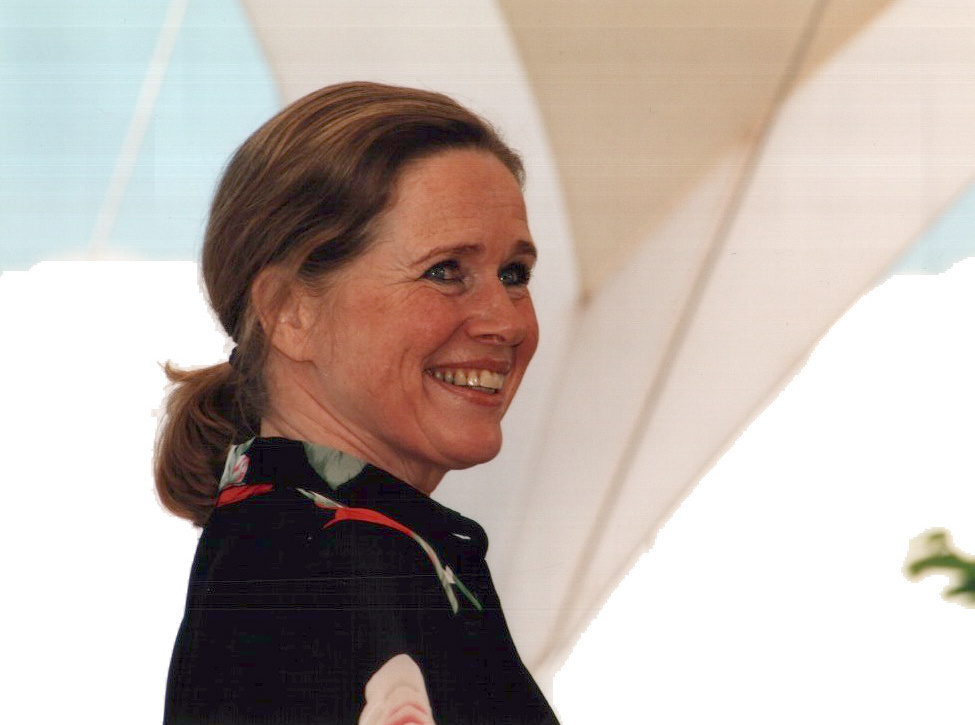
Liv Ullmann în 2000

## Context
Organizația a fost fondată în 1989 de Liv Ullmann, Catherine O'Neill și alte persoane, după mai multe vizite întreprinse în țări precum Thailanda sau Pakistan. Experiența lor din aceste țări a determinat conștientizarea nevoii de a exista o organizație oficială care să acorde asistență și sprijin femeilor și familiilor strămutate din cauza războiului. Fondatoarele au observat atunci că „sistemul era condus de bărbați și orientat spre nevoile bărbaților”. Astfel, au creat Comisia Femeilor pentru Femeile și Copiii Refugiați, cu intenția ca organizația să funcționeze în cadrul Comitetului Internațional de Salvare.

## Programe

### Dezvoltare economică și autosuficiență
Comisia Femeilor pentru Refugiați lucrează pentru a se asigura că programele umanitare oferă femeilor și tinerilor refugiați acces la educație și oportunități de asistență financiară și pentru a-i ajuta să își câștige existența în condiții de siguranță. Acest lucru, la rândul său, sporește autonomia și reziliența refugiaților.

### Gen și incluziune socială
Comisia Femeilor pentru Refugiați promovează incluziunea deplină a grupurilor marginalizate în mod tradițional, cum ar fi femeile refugiate, persoanele cu dizabilități, comunitatea LGBTQI și fetele adolescente, pentru identificarea soluțiilor și conceperea de programe care să răspundă nevoilor lor unice și să le dezvolte abilitățile.

### Drepturi și justiție
Comisia Femeilor pentru Refugiați trage la răspundere guvernele cu privire la obligația lor de a respecta drepturile femeilor și copiilor, astfel încât acestora să le fie garantată siguranța, să aibă acces la justiție și să își poată reconstrui viața.

### Sănătatea reproducerii și igiena sexuală
Comisia Femeilor pentru Refugiați lucrează pentru a proteja drepturile de reproducere ale tuturor refugiaților și pentru a asigura disponibilitatea serviciilor medicale vitale, de la debutul unei situații de urgență până la recuperare.

### Violența sexuală și cea bazată pe gen
Comisia Femeilor pentru Femei Refugiați lucrează pentru a preveni și a răspunde violenței sexuale și violenței bazate pe gen, contribuind la asigurarea accesului la servicii esențiale pentru refugiați, cum ar fi educația, oportunitățile de muncă și îngrijirea sănătății sexuale și de reproducere. De asemenea, desfășoară activități în parteneriat cu organizații locale și comunitatea umanitară internațională pentru a îmbunătăți condițiile de siguranță și serviciile oferite.

### Incluziune pentru persoanele cu dizabilități
Comisia Femeilor pentru Refugiați identifică aspectele fezabile pentru femeile, copiii și tinerii refugiați cu dizabilități. Comisia pledează pentru includerea lor în toate programele și serviciile umanitare; consolidează conducerea organizațiilor femeilor cu dizabilități în acțiunile umanitare; informează și influențează abordările bazate pe reziliență în contextele umanitare; îmbunătățește responsabilitatea.

### Adolescente
Comisia Femeilor pentru Refugiați se adresează nevoilor critice ale fetelor adolescente aflate în situații de criză pentru a se asigura că acestea rămân în siguranță și că fac schimbări pozitive în viața lor. Identifică și promovează modalități prin care fetele se pot proteja, pot accesa asistență medicală, pot termina școala, își pot dezvolta abilități de lider și pot fi văzute ca o parte valoroasă a familiilor și comunităților lor.

### Femei, pace și securitate
Comisia Femeilor pentru Refugiați lucrează pentru implementarea deplină de către ONU a agendei pentru femei, pace și securitate. Desfășoară activități de advocacy pentru a se asigura că ONU și membrii săi sprijină și recunosc munca femeilor, care reprezintă pilonul comunităților lor și ale căror contribuții sunt esențiale pentru readucerea țărilor lor pe calea spre pace și securitate.